# Cephalotes eduarduli
Espèce
Cephalotes eduarduli est une espèce de fourmis arboricoles de la sous-famille des Myrmicinae.

## Répartition
Cephalotes eduarduli se rencontre en Argentine, en Bolivie, au Brésil et au Paraguay.

## Description
L'espèce a été décrite pour la première fois en 1921 par l'entomologiste suisse Auguste Forel dans un article intitulé « Fourmis trouvées dans des Galles de Cordia et d’Agonandra, etc. », publié dans le dixième volume du Bulletin de la Société botanique de Genève, édité par la société éponyme. Elle a été décrite une seconde fois en 1999 par l'entomologiste brésilienne Maria Lourdes de Andrade (d) et l'entomologiste italien Cesare Baroni Urbani (it) dans un article intitulé « Diversity and adaptation in the ant genus Cephalotes, past and present. », publié dans le journal Stuttgarter Beiträge zur Naturkunde. Serie B, Geologie und Paläontologie.
La première description, jugée « minutieuse » par Edouard Della Santa[réf. souhaitée], distingue trois castes de fourmis (polymorphisme) résumées par le catalogue AntCat par les abréviations entomologiques « s.q.w » : la gyne (dite « reine », annotée « ☿ » par Forel), l'ouvrière (annotée « ♀ » par Forel) et la soldate (annotée « 4 » par Forel).
Les ouvrières mesurent de 4,76 à 5,64 mm, les soldates de 6,80 à 8,16 mm, la gyne de 9,44 à 10,52 mm et le mâle de 6,12 à 6,88 mm.

## Classification
Le nom valide complet (avec auteur) de ce taxon est Cephalotes eduarduli (Forel, 1921).
L'espèce a été initialement classée dans le genre Crytocerus  sous le protonyme Crytocerus eduarduli Forel, 1921.
Cephalotes eduarduli a pour synonymes :
- Crytocerus eduarduli Forel, 1921
- Paracrytocerus eduarduli (Forel, 1921)
- Zacrytocerus eduarduli (Forel, 1921)